# Alcauciles a la judía
Alcauciles a la judía o alcachofas a la judía (en italiano: Carciofi alla giudìa) es uno de los platos más conocidos de la cocina judía romana. La receta es esencialmente una alcachofa frita, y se originó en la comunidad judía de Roma, siendo giudìo el término dialectal romano para referirse a los judíos.

## Preparación
Las alcachofas de la variedad Romanesco, que se recogen entre febrero y abril en la región costera al noroeste de Roma, entre Ladispoli y Civitavecchia, son las mejores para este plato.
Las alcachofas se limpian con un cuchillo afilado, eliminando todas las hojas duras con un movimiento en espiral y se golpean para abrirlas. Las alcachofas se dejan unos minutos en agua con zumo de limón (esto evita que se ennegrezcan), luego se salpimentan y se fríen en aceite de oliva. El último toque consiste en rociarlas con un poco de agua fría para que queden crujientes. Al final parecen pequeños girasoles dorados y sus hojas crujientes como nueces. Se comen calientes.

## Kashrut
En 2018, el Gran Rabinato de Israel declaró que las alcachofas no son Kashrut, ya que las densas hojas podrían ocultar insectos no Kashurt. Esto sembró la consternación entre los judíos romanos, que se resistieron a la declaración, argumentaron que las alcachofas utilizadas para este plato emblemático tienen hojas tan apretadas que los insectos no pueden entrar, y destacaron la importancia y las profundas raíces culturales del plato para la comunidad judía italiana.